# Lei da Rádio
A Lei da Rádio é a legislação que define o enquadramento da atividade de radiodifusão em Portugal. Já com algumas alterações, a versão em vigor atualmente é a de 2010.

## Quotas de música portuguesa
A Lei nº 7/2006 introduziu alterações à Lei da Rádio (Lei nº 4/2001), implementando quotas mínimas de música portuguesa, obrigando à inclusão de um mínimo de 25% a 40% de música portuguesa na sua emissão. Para além de definir o que entende por música portuguesa, a lei exige que 60% seja interpretada na língua portuguesa por cidadãos da União Europeia e que 35% seja música recente, i.e. música com edição anterior a 12 meses. As quotas nas rádios do serviço público, Antena 1, 2 e 3, são definidas no contrato de concessão.
Em 2022, a ERC revelou que a maioria das estações de rádio cumpre ou supera as metas impostas para a radiodifusão de música portuguesa.